# HD 222582 b

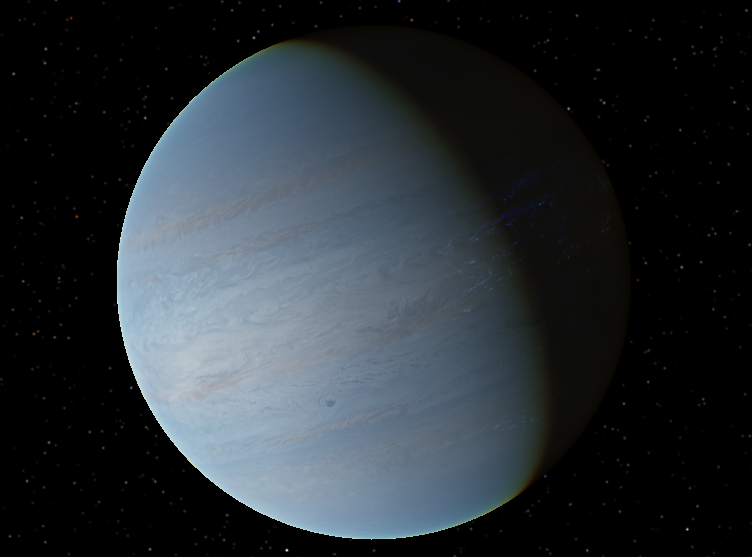
Imagem ilustrativa de HD 222582 b.

HD 222582 b é um exoplaneta que orbita a estrela HD 222582. Possui um massa superior a 7 vezes de Júpiter e tem um período orbital de 572 dias. O seu semieixo maior é de 1,347 ± 0,078 UA, sendo uma das órbitas mais excêntricas conhecidas.

## References
1. 1 2  Vogt, Steven S.;  et al. (2000). «Six New Planets from the Keck Precision Velocity Survey». The Astrophysical Journal. 536 (2): 902–914. Bibcode:2000ApJ...536..902V. arXiv:astro-ph/9911506. doi:10.1086/308981
2. 1 2 3  R. P. Butler;  et al. (2006). «Catalog of Nearby Exoplanets». The Astrophysical Journal. 646 (1). Bibcode:2006ApJ...646..505B. arXiv:astro-ph/0607493. doi:10.1086/504701

## Ligações Externas
- «Notes for planet HD 222582 b». The Extrasolar Planets Encyclopaedia (em inglês)